# 飢餓遊戲：鳴鳥與游蛇之歌
《飢餓遊戲：鳴鳥與游蛇之歌》（英語：The Hunger Games: The Ballad of Songbirds and Snakes）是一部2023年美國反烏托邦動作片，由法蘭西斯·羅倫斯執導，麥可·萊斯利和麥可·安特撰寫劇本，湯姆·布萊斯、瑞秋·曾格勒、杭特·薛佛、傑森·薛茲曼、彼得·汀克萊傑和薇拉·戴維絲主演。本片改編自蘇珊·柯林斯的2020年小說《鳴鳥與游蛇之歌》，為《飢餓遊戲電影系列》的第五部電影兼前傳。
《飢餓遊戲：鳴鳥與游蛇之歌》由獅門娛樂排定2023年11月17日於美國上映。電影獲得成功的票房成績，在影評界的口碑褒貶不一。

## 演員
| 演員                  | 角色                       | 簡介                                                                           |
| --------------------- | -------------------------- | ------------------------------------------------------------------------------ |
| 湯姆·布萊斯           | 科利奧蘭納斯·史諾          | 第10屆飢餓遊戲的導師，未來將成為施惠國的總統。                                 |
| 瑞秋·曾格勒           | 露西·格雷·貝爾德           | 第12區的貢品。第10屆飢餓遊戲的勝利者。                                         |
| 喬許·安德烈斯·里維拉  | 賽嘉納斯·普林斯            | 科利奧蘭納斯的同學及好友，為人善良。出身於第二區，因為家族暴富而得以進入都城。 |
| 杭特·薛佛             | 提格莉絲·史諾              | 科利奧蘭納斯的堂姐。                                                           |
| 傑森·薛茲曼           | 盧克萊修·「幸運」·富萊克曼 | 第10屆飢餓遊戲的主持人，凱薩·富萊克曼的祖先。                                  |
| 彼得·汀克萊傑         | 卡斯卡·海巴頓              | 學院院長兼飢餓遊戲的聯合創始人。                                               |
| 薇拉·戴維絲           | 佛蘭妮亞·戈爾博士          | 第10屆飢餓遊戲的首席遊戲製作人。                                               |
| 尼克·本森 Nick Benson | 傑瑟普·迪格斯森 Jussup     | 第12區的貢品。                                                                 |
| 柏恩·高曼 Burn Gorman | 霍夫將軍 Commander Hoff    | 第12區的將軍。對科利奧蘭納斯青睞有加                                           |

## 製作
2017年8月，獅門娛樂CEO喬恩·費瑟莫表示對《飢餓遊戲電影系列》的衍生作品感興趣。2019年6月，獅門電影集團董事長喬·德雷克宣布正在與蘇珊·柯林斯合作改編其小說《鳴鳥與游蛇之歌》。2020年4月，柯林斯和獅門影業確認電影的開發計劃正在進行中。該片由《飢餓遊戲：星火燎原》、《飢餓遊戲：自由幻夢Ⅰ》和《飢餓遊戲：自由幻夢 終結戰》的導演法蘭西斯·羅倫斯回歸執導，麥可·安特編劇，尼娜·雅各布森和布萊德·辛普森製片。電影配樂為詹姆斯·紐頓·霍華編曲，王羽佳鋼琴。

### 選角
2022年5月，湯姆·布萊斯參演年輕的史諾總統，而瑞秋·曾格勒參演他的門生露西·格雷·貝爾德（Lucy Gray Baird）。6月，傑森·薛茲曼參演。7月，彼得·汀克萊傑參演。8月，薇拉·戴維絲參演。

### 拍攝
主體拍攝於2022年6月在波蘭開始進行。

## 發行
《飢餓遊戲：鳴鳥與游蛇之歌》由獅門娛樂排定於2023年11月17日美國上映。

## 迴響

### 評價
烂番茄根據237條評論，本片得到新鮮度64%，均分6.4／10，觀眾投票得到89%的分數，平均得分為4.4／5。在Metacritic上根據52條評論而獲得54分。

### 票房
| 上一届： 《驚奇隊長2》 | 2023年美國週末票房冠軍 第46-47週 | 下一届： 《文藝復興：碧昂絲的電影》 |
| 上一届： 《驚奇隊長2》 | 2023年台北週末票房冠軍 第46週    | 下一届： 《拿破崙》                 |

## 外部連結
- 官方网站
- 互联网电影数据库（IMDb）上《飢餓遊戲：鳴鳥與游蛇之歌》的资料（英文）
- Metacritic上《飢餓遊戲：鳴鳥與游蛇之歌》的資料（英文）
- Box Office Mojo上《飢餓遊戲：鳴鳥與游蛇之歌》的资料（英文）
- AllMovie上《飢餓遊戲：鳴鳥與游蛇之歌》的资料（英文）
- 爛番茄上《飢餓遊戲：鳴鳥與游蛇之歌》的資料（英文）
- 開眼電影網上《飢餓遊戲：鳴鳥與游蛇之歌》的資料（繁體中文）
- 豆瓣电影上《飢餓遊戲：鳴鳥與游蛇之歌》的資料 （简体中文）